# Władimir Riezniczenko
Władimir Izmajłowicz Riezniczenko (ros. Владимир Измайлович Резниченко, później także: Wladimir Resnitschenko; ur. 27 lipca 1965 w Ałma-Acie) – Radziecki szermierz, szpadzista, reprezentujący także Niemcy, dwukrotny medalista olimpijski oraz złoty medalista mistrzostw świata.
Jego matka była Rosjanką, a ojciec Kubańczykiem. Na igrzyskach olimpijskich w Seulu w 1988 roku reprezentacja ZSRR w składzie: Andriej Szuwałow, Pawieł Kołobkow, Władimir Riezniczenko, Mychajło Tyszko i Igor Tichomirow zdobyła brązowy medal w turnieju drużynowym. Indywidualnie zajął ósme miejsce. Brał również udział w igrzyskach olimpijskich w Barcelonie w 1992 roku, gdzie jako reprezentant Niemiec, wspólnie z Elmarem Borrmannem, Robertem Felisiakiem, Arndem Schmittem i Uwe Proske zwyciężył w zawodach drużynowych. Indywidualnie nie startował.
W barwach ZSRR zdobył także złoto w rywalizacji drużynowej podczas mistrzostw świata w Lozannie w 1987 roku.